# Espresso Macchiato (Tommy Cash)
Espresso Macchiato is een Engelstalig en Italiaanstalig noveltynummer van de Estse artiest Tommy Cash. Met het lied vertegenwoordigt hij Estland op het Eurovisiesongfestival 2025 in Bazel.

## Achtergrond
Tommy Cash, artiestennaam van Tomas Tammemets, nam met Espresso Macchiato deel aan Eesti Laul 2025, de nationale preselectie georganiseerd door ERR. Tijdens de finale op 15 februari 2025 won hij overtuigend beide stemrondes. In elke ronde kreeg hij meer stemmen dan alle andere deelnemers samen.

## Inhoud
Het Engelstalig lied, doorspekt met Italiaanse woorden, speelt met stereotypen en culturele verwijzingen naar Italië. Onderwerpen als de Italiaanse keuken, koffiecultuur en de maffia komen op satirische wijze aan bod. De tekst bevat zinnen als: "Ciao bella, I'm Tommaso, addicted to tobacco. Mi like mi coffè very importante. No time to talk, scusi, my days are very busy, and I just own this little ristorante." De Engelstalige regels zijn fonetisch aangepast aan een Italiaans accent.

## Uitgave
Espresso Macchiato werd op 7 december 2024 uitgebracht als digitale single. Tegelijkertijd verscheen er een minimalistische videoclip waarin de artiest koffie drinkt uit een wegwerpbeker. Op 17 maart 2025 werd een tweede videoclip uitgebracht, geregisseerd door Alina Pasok. In deze video vertolkt Tommy Cash meerdere rollen, begeleid door dansers.

## Op het Eurovisiesongfestival
Estland neemt met het lied deel aan het Eurovisiesongfestival 2025. Het land treedt aan in de eerste halve finale op 13 mei 2025, als vierde in de volgorde. Het nummer eindigde in de finale op de 3e plek met 98 punten van de vakjury en 258 punten van het publiek.

## Reacties
Het nummer kreeg veel aandacht in Italië. Francesca Galicia van de krant Il Giornale noemde het "een provocatie" tegenover haar land. Ook vanuit politieke hoek kwam er kritiek, onder andere van senator Gian Marco Centinaio (Lega Nord) en de consumentenorganisatie Codacons. Zij spraken van een "vervormend en beledigend beeld" van Italië.

## Hitnoteringen

#### Nederlandse Top 40
| Positie: | 29 | 17 | 18 | 19 | 25 | 29 | 37 |

#### Ultratop 50 Singles (Vlaanderen)
| Positie: | 31 | 10 | 5 | 4 | 6 | 4 | 7 | 13 | 18 | 25 | 24 | 45 | 39 |